# Clintonville (Pennsilvània)
Clintonville és una població dels Estats Units a l'estat de Pennsilvània. Segons el cens del 2000 tenia 528 habitants.

## Demografia
Segons el cens del 2000, Clintonville tenia 528 habitants, 215 habitatges, i 147 famílies. La densitat de població era de 178,8 habitants per quilòmetre quadrat.
Dels 215 habitatges en un 35,8% hi vivien nens de menys de 18 anys, en un 51,2% hi vivien parelles casades, en un 10,2% dones solteres, i en un 31,6% no eren unitats familiars. En el 27,4% dels habitatges hi vivien persones soles el 17,2% de les quals corresponia a persones de 65 anys o més que vivien soles. El nombre mitjà de persones vivint en cada habitatge era de 2,46 i el nombre mitjà de persones que vivien en cada família era de 2,95.
Per edats la població es repartia de la següent manera: un 26,1% tenia menys de 18 anys, un 9,5% entre 18 i 24, un 27,5% entre 25 i 44, un 21,4% de 45 a 60 i un 15,5% 65 anys o més.
L'edat mediana era de 35 anys. Per cada 100 dones de 18 o més anys hi havia 90,2 homes.
La renda mediana per habitatge era de 22.083 $ i la renda mediana per família de 29.135 $. Els homes tenien una renda mediana de 23.667 $ mentre que les dones 16.932 $. La renda per capita de la població era de 15.488 $. Entorn del 14,4% de les famílies i el 13,4% de la població estaven per davall del llindar de pobresa.

## Poblacions més properes
El següent diagrama mostra les poblacions més properes.